# Quelimane

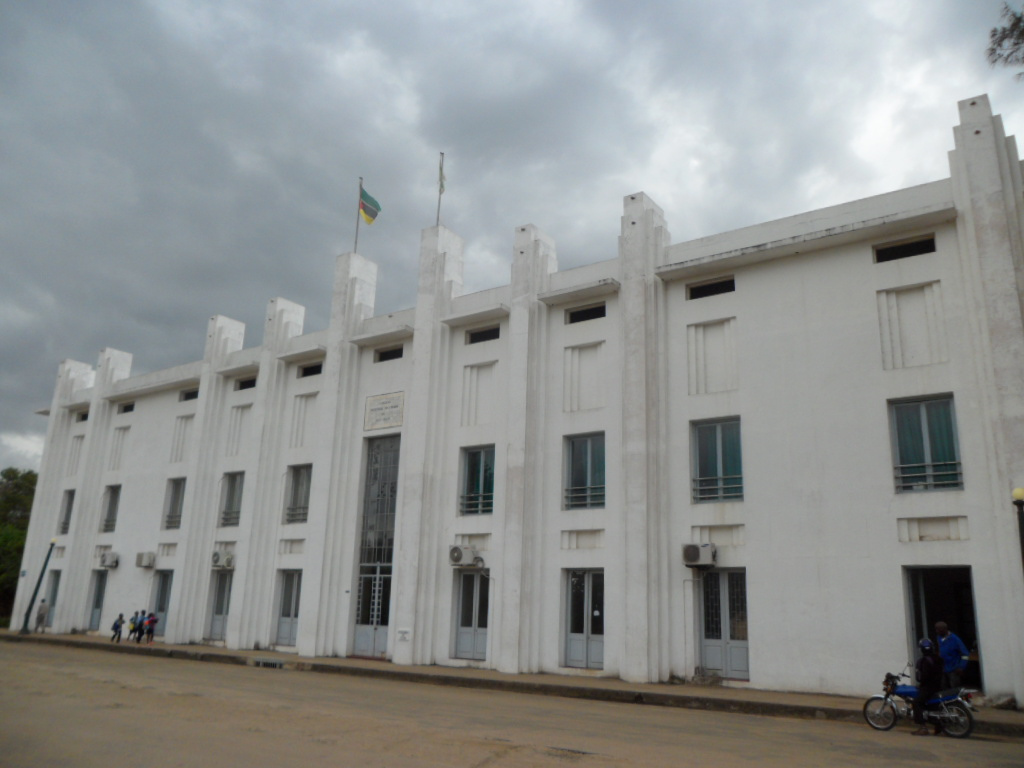
Kommunhuset i Quelimane.

Quelimane är en stad i centrala Moçambique och är den administrativa huvudorten för provinsen Zambezia. Den beräknades ha 241 077 invånare 2015. Staden är belägen vid kusten mot Moçambiquekanalen i Indiska oceanen.